# Конституція Республіки Адигея
Конституція Республіки Адигея є основним законом Республіки Адигея. Прийнята на XIV сесії Законодавчих Зборів (Хасе) — Парламенту Республіки Адигея 10 березня 1995 року. Зі змінами від 19 вересня, 12 листопада, 15 грудня 2000 р., 7 травня, 6 червня, 24 липня, 17 жовтня, 26 листопада 2001 р., 18 лютого, 10, 15, 30 квітня, 21 травня, 26 липня 2002 р. 23 квітня, 20 травня, 7, 16 липня, 22 листопада 2003 р., 29 липня 2004 р., 21 квітня 2005 р.
Складається з:
- преамбули «Законодавчі Збори (Хасе) — Парламент Республіки Адигея, виходячи з високої відповідальності перед нинішнім і майбутніми поколіннями, затверджуючи права і свободи людини і громадянина, цивільний мир і згоду, віру в добро і справедливість, ґрунтуючись на Конституції Російської Федерації, приймає Конституцію — Основний Закон Республіки Адигея»;
- 4 розділів;
- 10 розділів;
- і 112 статей;

## Історична довідка
Конституція Республіки Адигея прийнята на XIV сесії Законодавчих Зборів (Хасе) — Парламенту Республіки Адигея 10 березня 1995 року. З моменту ухвалення до неї було внесено 21 поправку, і тепер вона повністю відповідає федеральному законодавству. Також відбулося засідання конституційної комісії Республіки Адигеї під керівництвом президента Республіки Асланчерія Тхакушинова. На засіданні вирішено ряд організаційних питань: вибрали секретаря конституційної комісії, яким став Єгор Горяйнов — керівник адміністрації президента і кабінету міністрів Адигеї. Також виданий достатній тираж тексту Конституції Республіки для населення Адигеї. Передбачається видання сувенірного варіанту Конституції Республіки Адигея.